# Asociación Estadounidense de Psiquiatría
No confundir con la Asociación Estadounidense de Psicología.
La Asociación Estadounidense de Psiquiatría (American Psychiatric Association, o APA en inglés) es la principal organización de profesionales de la psiquiatría estadounidense, y la más influyente a nivel mundial. Se compone de unos 148.000 miembros, la mayoría estadounidenses, aunque también existen miembros de muchas otras nacionalidades. Publica diversos revistas así como el Manual diagnóstico y estadístico de los trastornos mentales, considerado como el texto básico para el diagnóstico y la categorización de trastornos mentales.

## Historia
Durante una reunión celebrada en Filadelfia en 1844, trece directores de hospitales psiquiátricos, fundan la Association of Medical Superintendents of American Institutions for the Insane (AMSAII), que se transforma en la APA en 1892. Este grupo incluía a Thomas Kirkbride, quien ideó el modelo de institución psiquiátrica usado por todos los Estados Unidos. 
El emblema de la APA data de 1892, y es adoptado oficialmente en el mismo año. En 1948, comienza la tarea de crear un sistema estandarizado de clasificación psiquiátrica, que concluirá en 1952 con la publicación del primer DSM. En 1965, un equipo de diez personas comienza el desarrollo del DSM-II, que se publica en 1968. El DSM-III, vería la luz en 1980, tras un largo periodo de desarrollo, que involucró a gran número de especialistas. Esta revisión cuenta con unas quinientas páginas, incluye gran cantidad de nuevos trastornos y consigue vender alrededor de medio millón de copias en todo el mundo. Una versión revisada del DSM-III, el DSM-III-R, se publica en 1987. En 1994, se publica la DSM-IV, de la que se han vendido un millón de unidades.  En el año 2000 salió el DSM-IV-TR, que incluye algunas revisiones y cuyo año de publicación es el . La última versión, con la que se trabaja hoy en día es el DSM-5, la cual salió en su versión en inglés en junio de 2013.

## Organización y membresía
La APA es dirigida por un presidente, en la actualidad la hispana nacida en España Maria A. Oquendo, y por un comité ejecutivo. Sus miembros son, principalmente, médicos especialistas cualificados, o en proceso de ser cualificados, en psiquiatría. Los requisitos para formar parte de la asociación son acreditados según los criterios de organizaciones como la Residency Review Committee for Psychiatry of the Accreditation Council for Graduate Medical Education (ACGME), el Royal College of Physicians and Surgeons of Canada (RCPS(C)), o la American Osteopathic Association (AOA). Los miembros deben tener una licencia médica en vigor, con la excepción de estudiantes y residentes.
La APA organiza una conferencia anual y está dividida en 75 asociaciones de distrito en Estados Unidos.

## Figuras destacadas
- Adolf Meyer una de las figuras más prominentes de la psiquiatría de la primera mitad del siglo XX.

- Robert Spitzer figura clave en el desarrollo del DSM.

- Donald Ewen Cameron conocido por sus trabajos sobre control mental y del comportamiento para la CIA. Cameron fue presidente de la APA entre 1952-1953